# Finale du Championnat d'Europe de football 2012
Cet article présente la finale du championnat d'Europe 2012 opposant l'Espagne, tenante du titre et championne du monde en titre, à l'Italie, vainqueur en 1968 de cette compétition et quadruple championne du monde (1934, 1938, 1982 et 2006).

## Avant-match
Avant le tournoi, les deux sélections s'étaient déjà rencontré 30 fois, l'Italie a remporté dix matchs, l'Espagne huit. L'Italie a remporté la dernière rencontre, un match amical 2-1 le 10 août 2011 au Stade San Nicola de Bari. L'Italie a remporté le Championnat d'Europe une fois - en 1968 contre la Yougoslavie - tandis que l'Espagne l'a remporté deux fois - en 1964 contre l'Union soviétique et en 2008 contre l'Allemagne. En 2000, l'Italie a atteint la finale pour la seconde fois, s'inclinant 2-1 en prolongation contre la France, tandis que l'Espagne a également atteint la finale en 1984, s'inclinant 2-0 face à la France. L'Espagne a commencé le tournoi en tant que favoris, elle est la tenante du titre, championne du monde en titre et la sélection la mieux classée au classement mondial de la FIFA, tandis que l'Italie occupe la douzième place, et le huitième rang des pays de l'UEFA.

## Parcours des équipes
Les deux équipes se retrouvent dans le même groupe au premier tour et s'affrontent lors du premier match où elles ne peuvent se départager (1-1).

### Espagne
Lors de la deuxième journée les Espagnols font valoir leur supériorité face à des Irlandais peu inspirés (victoire quatre buts à zéro). L'Espagne termine en tête du groupe grâce à une victoire un but à zéro obtenue à l'arraché contre une équipe de Croatie dominante.
La France est l'adversaire des Espagnols en quarts-de-finale et ces-derniers gagnent grâce à un fabuleux Xabi Alonso, auteur des deux buts espagnols.
En demi-finale, l'Espagne retrouve son voisin et rival, le Portugal. Après un match fermé qui se termine sur un score nul et vierge après prolongation ou chacune des équipes a eu plusieurs occasions, le champion du monde doit sa qualification pour la finale aux tirs au but à la suite de deux ratés portugais contre un seul espagnol.

### Italie
Les Italiens enchainent par un second match nul (1-1) contre la Croatie. L'Italie se trouve alors au pied du mur lors de la troisième journée, elle parvient à obtenir une indispensable victoire contre l'Irlande (2-0), tandis que le score de l'autre match leur est favorable, les Italiens se qualifiant ainsi pour les quarts-de-finale.

En quarts-de-finale, Italiens et Anglais se livrent une bataille de deux heures sans pouvoir marquer de but. Aux tirs au but, les Italiens s'imposent et rejoignent donc les demi-finales, douze ans après avoir atteint ce niveau.

L'Italie affronte l'Allemagne en demi-finale, équipe contre laquelle elle n'a jamais perdu dans un match de compétition internationale. Grâce à Mario Balotelli très efficace sur les contres-attaques, l'Italie ne manque pas à la tradition et s'impose contre le cours du jeu face aux Allemands dominants mais peu en réussite.
| Rang | Équipe  | Pts | J | G | N | P | Bp | Bc | Diff |
| ---- | ------- | --- | - | - | - | - | -- | -- | ---- |
| 1    | Espagne | 7   | 3 | 2 | 1 | 0 | 6  | 1  | +5   |
| 2    | Italie  | 5   | 3 | 1 | 2 | 0 | 4  | 2  | +2   |
| 3    | Croatie | 4   | 3 | 1 | 1 | 1 | 4  | 3  | +1   |
| 4    | Irlande | 0   | 3 | 0 | 0 | 3 | 1  | 9  | -8   |

| Rang | Équipe  | Pts | J | G | N | P | Bp | Bc | Diff |
| ---- | ------- | --- | - | - | - | - | -- | -- | ---- |
| 1    | Espagne | 7   | 3 | 2 | 1 | 0 | 6  | 1  | +5   |
| 2    | Italie  | 5   | 3 | 1 | 2 | 0 | 4  | 2  | +2   |
| 3    | Croatie | 4   | 3 | 1 | 1 | 1 | 4  | 3  | +1   |
| 4    | Irlande | 0   | 3 | 0 | 0 | 3 | 1  | 9  | -8   |

## Match

### Résumé
Mieux entrés dans le match, les Espagnols concrétisent leur domination en ouvrant le score au quart d'heure de jeu grâce à David Silva, de la tête, bien servi dans la surface par Francesc Fàbregas. C'est à ce moment que les Italiens rééquilibrent les débats et se procurent plusieurs occasions d'égalisation, toutes annihilées par Iker Casillas, gardien et capitaine espagnol. Peu avant la mi-temps, l'Espagne inscrit un deuxième but par l’intermédiaire de Jordi Alba, parti du milieu de terrain et lancé par Xavi Hernández. Au retour des vestiaires, l'Italie repart de l'avant et tente de réduire l'écart, mais ses attaquants sont soit maladroits soit impuissants face à Casillas. À l'heure de jeu, les espoirs italiens sont mis à mal par la sortie sur blessure de Thiago Motta, entré sur le terrain quelques minutes plus tôt et qui laisse ses partenaires à dix, le sélectionneur azzurri ayant déjà effectué ses trois changements. À la suite de ce fait de jeu, l'Espagne contrôle facilement le match et inscrit deux buts supplémentaires. 

### Feuille de match
| 1er juillet 2012                    | Espagne                                      | 4 – 0   | Italie | Stade olympique, Kiev                          |                                                |
| 20 h 45 · Historique des rencontres | Silva 14e · Alba 41e · Torres 84e · Mata 88e | (2 – 0) |        | Spectateurs : 63 170 Arbitrage : Pedro Proença | Spectateurs : 63 170 Arbitrage : Pedro Proença |
| 20 h 45 · Historique des rencontres | Rapport                                      |         |        | Spectateurs : 63 170 Arbitrage : Pedro Proença | Spectateurs : 63 170 Arbitrage : Pedro Proença |

| Espagne | Italie |

| Espagne :          |    |                 |     |     |
|                    |    |                 |     |     |
| Gardien de but     | 01 | Iker Casillas   |     |     |
|                    | 17 | Álvaro Arbeloa  |     |     |
|                    | 03 | Gerard Piqué    | 25e |     |
|                    | 15 | Sergio Ramos    |     |     |
|                    | 18 | Jordi Alba      |     |     |
|                    | 16 | Sergio Busquets |     |     |
|                    | 08 | Xavi            |     |     |
|                    | 14 | Xabi Alonso     |     |     |
|                    | 10 | Cesc Fàbregas   |     | 75e |
|                    | 21 | David Silva     |     | 59e |
|                    | 06 | Andrés Iniesta  |     | 87e |
| Remplaçants :      |    |                 |     |     |
|                    | 07 | Pedro           |     | 59e |
|                    | 09 | Fernando Torres |     | 75e |
|                    | 13 | Juan Mata       |     | 87e |
| Sélectionneur :    |    |                 |     |     |
| Vicente del Bosque |    |                 |     |     |

| Italie :         |    |                     |     |     |
|                  |    |                     |     |     |
| Gardien de but   | 01 | Gianluigi Buffon    |     |     |
|                  | 07 | Ignazio Abate       |     |     |
|                  | 15 | Andrea Barzagli     | 45e |     |
|                  | 19 | Leonardo Bonucci    |     |     |
|                  | 03 | Giorgio Chiellini   |     | 21e |
|                  | 21 | Andrea Pirlo        |     |     |
|                  | 08 | Claudio Marchisio   |     |     |
|                  | 18 | Riccardo Montolivo  |     | 57e |
|                  | 16 | Daniele De Rossi    |     |     |
|                  | 09 | Mario Balotelli     |     |     |
|                  | 10 | Antonio Cassano     |     | 46e |
| Remplaçants :    |    |                     |     |     |
|                  | 06 | Federico Balzaretti |     | 21e |
|                  | 11 | Antonio Di Natale   |     | 46e |
|                  | 05 | Thiago Motta        |     | 57e |
| Sélectionneur :  |    |                     |     |     |
| Cesare Prandelli |    |                     |     |     |

| Assistants : Bertino Miranda Ricardo Santos Quatrième arbitre : Cüneyt Çakır Arbitres assistants additionnels : Jorge Sousa Duarte Gomes Homme du match : Andrés Iniesta |

## Statistiques
|                      | Espagne | Italie |
| Possession du ballon | 48      | 52     |
| Tirs cadrés          | 5       | 5      |
| Tirs non cadrés      | 3       | 3      |
| Fautes commises      | 6       | 4      |
| Corners obtenus      | 1       | 3      |
| Hors-jeu             | 1       | 0      |
| Cartons jaunes       | 1       | 1      |
| Cartons rouges       | 0       | 0      |

|                      | Espagne | Italie |
| Possession du ballon | 57      | 43     |
| Tirs cadrés          | 4       | 1      |
| Tirs non cadrés      | 2       | 2      |
| Fautes commises      | 11      | 6      |
| Corners obtenus      | 2       | 0      |
| Hors-jeu             | 2       | 3      |
| Cartons jaunes       | 0       | 0      |
| Cartons rouges       | 0       | 0      |

|                      | Espagne | Italie |
| Possession du ballon | 52      | 48     |
| Tirs cadrés          | 9       | 6      |
| Tirs non cadrés      | 5       | 5      |
| Fautes commises      | 17      | 10     |
| Corners obtenus      | 3       | 3      |
| Hors-jeu             | 3       | 3      |
| Cartons jaunes       | 1       | 1      |
| Cartons rouges       | 0       | 0      |

## Anecdotes
- Il s'agit de la première finale opposant l'Espagne et l'Italie dans un championnat d'Europe. En compétition officielle, l'Italie n'a perdu que deux fois contre l'Espagne, lors du quart de finale du championnat d'Europe 2008 et lors de la demi finale de la coupe des confédérations 2013.